# Mezlan
Mezlan je posebna vrsta tkanine, katero so izdelovali s posebnim tehnološkim postopkom iz lana in volne. Pletenje in tkanje takšnih tkanin je bilo znano tudi na Slovenskem v 17. stoletju v Tržiču na Gorenjskem. Tkanino so lahko izdelovale tudi manjše manufakture, bila je dovolj trpežna in topla za obleke.